# 阿富汗伊斯兰酋长国最高领导人
阿富汗伊斯兰酋长国领导人（普什圖語：‎，羅馬化：Damshīr Də Afġānistān Islāmī Imārat），即阿富汗最高领袖（達利語：‎，羅馬化：Rahbar-e Afghānistān），也称为塔利班最高領袖、阿富汗临时政府最高领导人，又被尊为信士的長官（阿拉伯语：‎，羅馬化：ʾamīr al-muʾminīn ) 。2021年喀布尔陷落后至今，塔利班領導人成为阿富汗事实上的统治者。
此职位在1996年到2013年的头衔是伊斯兰酋长国领导人或阿富汗最高领导人。1996年至2001年（塔利班第一个政权）期间，前领导人穆罕默德·奥马尔亦享有“阿富汗伊斯兰酋长国最高委员会主席”的额外头衔（仅奥马尔一人拥有），即塔利班统治下阿富汗的最高領導人。穆罕默德·奥马尔在塔利班叛乱期间任领导者时亦拥有圣战者最高领导人的头衔，担任该运动叛乱分子的最高指挥官。

## 历史
该职位由穆罕默德·奥马尔建立，他在1990年代建立塔利班（1994年）和阿富汗伊斯兰酋长国（1996年）。1996年，奥马尔的追随者在坎大哈授予奥马尔“信士的長官”头衔，期间奥马尔穿上了一件取自该市神殿的斗篷（据称此为伊斯兰教先知穆罕默德所有）。1996年塔利班占领阿富汗首都喀布尔后，该组织成立6个人所组成的“阿富汗最高委员会”，并于当年9月27日宣布奥马尔为最高委员会主席；奥马尔以此身份担任该国国家元首。
在九一一事件和2001年美国入侵阿富汗之后，随着塔利班的首个政权倒台，最高委员会主席的职位被阿富汗总统取代。然而在塔利班叛乱期间，后继的塔利班领导人都获得了“忠实指挥官”头衔。
2021年塔利班攻勢后，塔利班在美国于当年8月15日撤军后占领喀布尔，并事实上成为新的阿富汗政府。

## 选择
根据原《阿富汗伊斯兰酋长国宪法》草案，国家元首由伊斯兰委员会选出，并享有“忠实领袖”头衔。

## 权力和义务
在穆罕默德·奥马尔的领导下，最高委员会主席拥有绝对权力，塔利班对伊斯兰教法的解释完全受控于奥马尔。
目前塔利班领导人的角色尚不明确，但根据1998年原阿富汗伊斯兰酋长国的宪法草案，忠实领袖将任命最高法院的大法官。 
然而在现任政府下，最高领袖（埃米尔·穆民）拥有任命权以及政教军事务的最高权力。埃米尔通过领导委员会（拉巴里舒拉）开展他的大部分工作，该委员会监督阿富汗内阁运行，并任命个人担任内阁关键职位。
然而在半岛电视台的一份报告中，内阁没有实权，任何决定皆由阿洪扎达和坎大哈的领导委员会秘密决议。 

## 列表
| No. | 人名 （生卒年）                                      | 肖像 | 担任的其他职位                          | 任期                         | 任期          | 任期       | 参考文献      |
| No. | 人名 （生卒年）                                      | 肖像 | 担任的其他职位                          | 上任                         | 去职          | 任期       | 参考文献      |
| --- | ---------------------------------------------------- | ---- | --------------------------------------- | ---------------------------- | ------------- | ---------- | ------------- |
| 1   | 信士的長官 穆拉 穆罕默德·奥马尔 (1960–2013)          |      | 阿富汗最高委员会主席（1996-2001）       | 1994年                       | 2013年4月23日 | 18年或19年 | [ 23 ] [ 24 ] |
| –   | 信士的長官 穆拉 阿赫塔尔·曼苏尔 (1968–2016)          |      | 阿富汗伊斯兰酋长国副领导人（2010-2015） | 2013年4月23日 (代理)         | 2015年7月29日 | 2年97天    | [ 28 ]        |
| 2   | 信士的長官 穆拉 阿赫塔尔·曼苏尔 (1968–2016)          | –    | 2015 年7月29日                          | 2016年5月21日 （遭暗杀身亡） | 297天         | [ 29 ]     |               |
| 3   | 信士的長官 谢赫·哈迪赫 穆拉 毛拉韦 海巴图拉·阿洪扎达 |      | –                                       | 2016年5月25日                | 现任          | 8年299天   | [ 1 ]         |

## 副领袖
阿洪扎达之下有三名“阿富汗伊斯兰酋长国副领导人”：西拉朱丁·哈卡尼、穆罕默德·雅各布和阿卜杜勒·加尼·巴拉达尔。哈卡尼于2015年首次被阿赫塔尔·曼苏尔任命为副领导人，后来被阿洪扎达留任。2016上任后，阿洪扎达任命奥马尔毛拉的儿子雅各布为第二副领导人。阿洪扎达于2019年任命巴拉达尔为第三副领导人，专门负责政治事务。